# Corinne Bailey Rae

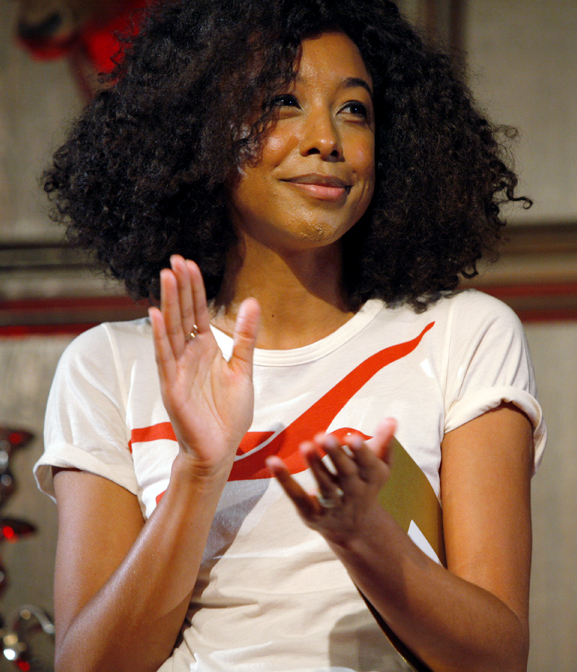
Corinne Bailey Rae in 2009

Corinne Bailey Rae (Leeds, 26 februari 1979) is een Britse zangeres.

## Biografie
Rae groeide op in Leeds als oudste van drie dochters; haar vader is afkomstig van het Caribische eiland Saint Kitts. Op school zagen kinderen haar aan voor Pakistaanse en werd ze gepest vanwege haar huidskleur.
Op haar vijftiende werd Rae zangeres/gitariste van de vrouwelijke indieband Helen die een live-reputatie wist op te bouwen in de door blanke mannen gedomineerde Britpopscene. In 1999 stond Helen op het Reading Festival en haalde het uitgebreide verslag van muziekblad Melody Maker.
Kort nadat de bassiste zwanger raakte viel de band uit elkaar.

### Solocarrière
Rae ging solo en verruilde de indie-rock voor een jazzy stijl die het midden houdt tussen Alicia Keys en Norah Jones. In december 2005 maakte ze haar televisiedebuut in de oudejaarsshow van Jools Holland, waarna de BBC haar nomineerde als doorbraakkanshebber van 2006. Ze kreeg een platencontract bij EMI, waar ze in maart 2006 haar titelloze solodebuut uitbracht. De al eerder uitgebrachte debuutsingle Like a star werd een hitje in het Verenigd Koninkrijk en de Verenigde Staten. Met haar tweede single, Put your records on, brak Rae ook in andere landen door, waaronder in Vlaanderen en Nederland.
In 2007 won Rae een European Border Breakers Award. De European Border Breakers Awards zijn prijzen die jaarlijks worden uitgereikt aan tien jonge veelbelovende Europese artiesten die het jaar ervoor succesvol buiten de eigen landsgrenzen debuteerden.
Begin 2010 verscheen Rae's tweede studioalbum The sea. Later dat jaar, op vrijdag 9 juli 2010, trad ze op op het North Sea Jazz Festival in Rotterdam.
In 2016 volgde haar derde album, getiteld The heart speaks in whispers.

### Privé
Rae was getrouwd met de saxofonist Jason Rae, die op 23 maart 2008 dood werd aangetroffen in zijn appartement in Leeds.

## Discografie

### Albums
| Album met eventuele hitnotering(en) in de Nederlandse Album Top 100 | Datum van verschijnen | Datum van binnenkomst | Hoogste positie | Aantal weken | Opmerkingen |
| ------------------------------------------------------------------- | --------------------- | --------------------- | --------------- | ------------ | ----------- |
| Corinne Bailey Rae                                                  | 03-03-2006            | 11-03-2006            | 8               | 51           |             |
| Live in London & New York                                           | 26-10-2007            | -                     |                 |              | Livealbum   |
| The sea                                                             | 29-01-2010            | 06-02-2010            | 36              | 11           |             |
| The heart speaks in whispers                                        | 13-05-2016            | 21-05-2016            | 74              | 1            |             |

| Album met hitnotering(en) in de Vlaamse Ultratop 200 albums | Datum van verschijnen | Datum van binnenkomst | Hoogste positie | Aantal weken | Opmerkingen |
| ----------------------------------------------------------- | --------------------- | --------------------- | --------------- | ------------ | ----------- |
| Corinne Bailey Rae                                          | 2006                  | 18-03-2006            | 27              | 33           |             |
| The sea                                                     | 2010                  | 13-02-2010            | 43              | 6            |             |
| The heart speaks in whispers                                | 2016                  | 21-05-2016            | 63              | 1            |             |

### Singles
| Single met eventuele hitnotering(en) in de Nederlandse Top 40 | Datum van verschijnen | Datum van binnenkomst | Hoogste positie | Aantal weken | Opmerkingen                  |
| ------------------------------------------------------------- | --------------------- | --------------------- | --------------- | ------------ | ---------------------------- |
| Put your records on                                           | 20-02-2006            | 25-03-2006            | 17              | 10           | Nr. 24 in de Single Top 100  |
| Trouble sleeping                                              | 10-07-2006            | 29-07-2006            | 27              | 5            | Nr. 40 in de Single Top 100  |
| Like a star                                                   | 2005                  | -                     |                 |              | Nr. 100 in de Single Top 100 |
| I'd like to                                                   | 2007                  | -                     |                 |              | Nr. 100 in de Single Top 100 |

| Single met hitnotering(en) in de Vlaamse Ultratop 50 | Datum van verschijnen | Datum van binnenkomst | Hoogste positie | Aantal weken | Opmerkingen |
| ---------------------------------------------------- | --------------------- | --------------------- | --------------- | ------------ | ----------- |
| Put your records on                                  | 2006                  | 04-03-2006            | tip4            | -            |             |
| Bluebird                                             | 2014                  | 29-11-2014            | tip84           | -            |             |